# Guillaume Saurina
Guillaume Jérôme Patrick Saurina (født 4. august 1981) er en tidligere fransk håndboldspiller og nuværende cheftræner for kvindeholdet Neptunes de Nantes i LFH Division 1 Féminine. Med klubben vandt han EHF European League i 2021.
Som aktiv håndboldspiller, spillede han venstre back og optrådte for flere kendte klubber som Chambéry Savoie Handball, HBC Nantes og rumænske CSM București.
Han er den mest scorende spiller nogensinde i den bedste franske håndboldrække LNH Division 1, med i alt 1224 mål.
Han er gift med den tidligere franske landsholdsstjerne Camille Ayglon.